# Chirnogi
Chirnogi è un comune della Romania di 7 981 abitanti, ubicato del distretto di Călărași, nella regione storica della Muntenia.